# Вілкінсон (округ, Міссісіпі)
Шаблон:StateAbbr_ 31°10′ пн. ш. 91°19′ зх. д. / 31.16° пн. ш. 91.32° зх. д.
Округ  Вілкінсон (англ. Wilkinson County) — округ (графство) у штаті Міссісіпі, США. Ідентифікатор округу 28157.

## Історія
Округ утворений 1802 року.

## Демографія
За даними перепису 
2000 року 
загальне населення округу становило 10312 осіб, усе сільське.
Серед мешканців округу чоловіків було 5354, а жінок — 4958. В окрузі було 3578 домогосподарств, 2510 родин, які мешкали в 5106 будинках.
Середній розмір родини становив 3,16.
Віковий розподіл населення поданий у таблиці:
| Стать    | До 15 років | 15-21 | 22-29 | 30-39 | 40-49 | 50-65 | 65-85 | Понад 85 |
| -------- | ----------- | ----- | ----- | ----- | ----- | ----- | ----- | -------- |
| Чоловіки | 1132        | 669   | 738   | 834   | 731   | 680   | 507   | 63       |
| Жінки    | 1006        | 493   | 415   | 684   | 768   | 733   | 718   | 141      |

## Суміжні округи
- Адамс — північ
- Франклін — північний схід
- Емайт — схід
- Іст-Фелісіана, Луїзіана — південний схід
- Вест-Фелісіана, Луїзіана — південь
- Конкордія, Луїзіана — захід

## Виноски
1. ↑  U.S. Decennial Census. United States Census Bureau. Архів оригіналу за 4 квітня 2018. Процитовано 8 листопада 2014.
2. ↑  Historical Census Browser. University of Virginia Library. Архів оригіналу за 11 серпня 2012. Процитовано 8 листопада 2014.
3. ↑  Population of Counties by Decennial Census: 1900 to 1990. United States Census Bureau. Архів оригіналу за 28 грудня 2014. Процитовано 8 листопада 2014.
4. ↑  Census 2000 PHC-T-4. Ranking Tables for Counties: 1990 and 2000 (PDF). United States Census Bureau. Архів оригіналу (PDF) за 18 грудня 2014. Процитовано 8 листопада 2014.
5. ↑  State & County QuickFacts. United States Census Bureau. Архів оригіналу за 27 січня 2016. Процитовано 7 вересня 2013.(англ.) Наведено за англійською вікіпедією.
6. ↑  American FactFinder. Бюро перепису населення США. Архів оригіналу за 26 лютого 2012. Процитовано 31 січня 2008.

| США | Це незавершена стаття з географії США. Ви можете допомогти проєкту, виправивши або дописавши її. |